# Malcolm Shaw (Jurist)
Malcolm Nathan Shaw, QC (* 1947) ist ein britischer Jurist und Professor für Völkerrecht an der University of Leicester.

## Akademische Laufbahn
Nach seinem Studium der Rechtswissenschaften an der Universität Liverpool erwarb Shaw seinen LL.M.-Abschluss an der Hebräischen Universität Jerusalem. Hieran schloss sich ein Promotionsstudium an der Keele University an. 1988 erhielt er seine Zulassung als Barrister am Gray’s Inn. Ab 1979 war er als Dozent zunächst an der Keele University und dann an der Universität Essex tätig. 1982 gründete er dort das Human Rights Centre und war dessen erster Direktor. Zur selben Zeit unterrichtete er an der London School of Economics. 1983 wurde er schließlich zum Professor an der Universität Leicester berufen. Seitdem hat er zahlreiche Gastprofessuren wahrgenommen, unter anderem an der Universität Paris-Nanterre. Zudem arbeitete Shaw 2000/2001 und 2005 als Gastwissenschaftler am Lauterpacht Centre for International Law der Cambridge University. Bis Februar 2011 hatte er den nach Robert Yewdall Jennings benannten Lehrstuhl für Völkerrecht an der Universität Leicester inne.

## Tätigkeit als Barrister
Neben seiner universitären Tätigkeit ist Shaw als Barrister für Essex Court Chambers in London tätig. In dieser Funktion berät er Regierungen und Internationale Organisationen in Fragen des humanitären Völkerrechts, des Seevölkerrechts und bei Grenzstreitigkeiten. So hat er die Regierung von Kamerun in einem Streit mit Nigeria um die Grenzziehung zwischen beiden Staaten vor dem Internationalen Gerichtshof und die zypriotische Regierung in Fragen der Unabhängigkeit Zyperns von der Türkei vor dem Europäischen Gerichtshof für Menschenrechte vertreten. 2002 ernannte ihn Elisabeth II. zum Queen’s Councel. Shaw vertrat den Staat Israel vor dem Internationalen Gerichtshof im Verfahren Südafrika gegen Israel (Völkermordkonvention) im Jahr 2024.

## Auszeichnungen
- Offizier des Ordre de la Valeur (2003)[4]

## Publikationen (Auswahl)
- Title, Control and Closure? The Experience of the Eritrea-Ethiopia Boundary Commission. In: International and Comparative Law Quarterly. 2007, ISSN 1471-6895, S. 755.
- International Law. Cambridge University Press, Cambridge 2008, ISBN 978-0-521-72814-0.
- Settling Territorial Disputes. In: Robert Badinter (Hrsg.): Le procès international: liber amicorum Jean-Pierre Cot. Bruylant, Brüssel 2009, ISBN 978-2-8027-2723-1, S. 255.